# Roberto Vander
Roberto Vander, właściwie Frans Robert Jan Van Der Hoek (ur. 20 września 1950 roku w Laren, w Holandii) – holendersko-meksykański aktor telewizyjny i filmowy, piosenkarz i model.

## Życiorys
Dzieciństwo spędził w Ameryce Południowej. Mieszkał m.in. w Urugwaju, Argentynie i Brazylii. W 1980 roku przeprowadził się do Meksyku i przez sześć lat pracował jako model. Potem zaczął grać w telenowelach. W Polsce emitowano pięć: Miłość i przeznaczenie (Sin ti, 1998), Porywy serca (Por tu amor, 1999), Cud miłości (Milagros, 2000), Biały welon (Velo de novia, 2003) i Cena marzeń (Rubí, 2004). Spróbował też swoich sił jako piosenkarz, nagrywając pięć płyt: Como un Aguila, Maria Sola, Esa Mujer, Ya sé i Bravo.

### Życie prywatne
W 1981 roku poślubił Maggie. Mają syna Jana Fransa i córkę Stephanie.

## Dyskografia
- 1980 - En la esquina del café
- 1988 - Roberto Vander
- 1990 - María Sola

## Filmografia

### filmy kinowe
- 1986: Mauro el mojado jako Jeff

### filmy TV
- 2004: Rubí...La descarada jako Arturo de la Fuente
- 1986: Club Med

### telenowele
- 2007: Miłość jak tequila (Destilando amor) jako Ricardo
- 2005: El Amor no tiene precio jako Germán Garcés
- 2004: Cena marzeń (Rubí) jako Arturo De La Fuente
- 2004: Zaklęte serce ( Mariana de la noche) jako inżynier Ángel Villaverde
- 2003: Biały welon (Velo de novia) jako Germán del Alamo
- 2003: Amores urbanos
- 2003: Salomé jako Mauricio
- 2000: Cud miłości (Milagros) jako Benjamin Muñoz conde de Santana del Sol
- 1999: Porywy serca (Por tu amor) jako Don Nicolás Montalvo-Ariza Gallardo
- 1998: Miłość i przeznaczenie (Sin ti) jako Guillermo
- 1998: Enséñame a querer jako Rafael
- 1996: Adrenalina jako Gerardo Ahumada
- 1995: Amor a domicilio jako Guillermo Stone
- 1994: Caminos cruzados jako Ambrosio
- 1993: Doble juego jako Patricio Corral
- 1992: Fácil de amar jako Mario
- 1991: La Pícara soñadora jako Gregorio Rochild
- 1989: Bravo jako Juan Pablo
- 1988: Simplemente María jako Rafael Hidalgo
- 1988: Semidiós jako Hugo
- 1987: El Precio de la fama
- 1987: Victoria jako Ray
- 1987: Senda de gloria jako James Van Hallen
- 1986: Cuna de lobos jako Pan Cifuentes